# Тетово
Те́тово (макед. Те́тово, алб. Tetova / Tetovë, тур. Kalkandelen) — город на северо-западе Северной Македонии, центр общины Тетово. Пятый по численности населения город Северной Македонии.

## Географическое положение
Город находится на высоте 300 м над уровнем моря, у подножия южного склона хребта Шар-Планина в историко-географической области Полог и исторически является центром сельскохозяйственного района.
Через Тетово протекает река Пена.

## История
Тетово было основано в XIII веке как небольшой православный посёлок — Хтетово, вокруг церкви Святой Богородицы.
В конце XIV века Тетово вместе с остальной Македонией было завоевано Османской империей. С ростом мусульманского населения в Македонии в XV веке стали строиться мечети, бани и рынки. Тетово стало важным торговым центром для местных земледельцев и ремесленников, а также важным укрепленным пунктом. При турках Тетово называлось Калканделен. К XIX веку, когда население Тетово стало увеличиваться за счет окрестных деревень, число жителей насчитывало 4500.
В результате первой Балканской войны Тетово вошло в состав королевства Сербии.
После окончания Первой мировой войны Тетово было включено в состав Вардарской бановины королевства Югославии.
После оккупации Югославии в апреле 1941 года Тетово управлялось совместно Италией и её марионеточным режимом в Албании. 19 марта 1943 в Тетово была образована Коммунистическая партия Македонии. В 8 км от Тетова находился аэропорт.
В 1953 году численность населения составляла 20,4 тыс. человек, здесь действовали несколько деревообрабатывающих и металлообрабатывающих предприятий, а также производились кожевенные изделия, гончарные изделия и шерстяная пряжа.
В 1974 году численность населения составляла 40 тыс. человек, здесь действовали химический завод, шерстоткацкий комбинат и несколько предприятий кожевенной, табачной и фруктоовощеконсервной промышленности.
В 1994 году был открыт государственный университет Тетова, в 2001 году — второе высшее учебное заведение, международный Юго-восточный европейский университет.
9 июля 1997 года в городе произошло восстание этнических албанцев под руководством мэра города Алайдина Демири против политики властей Республики Македония. Восстание окончилось неудачей, а Алайдин Демири был приговорен к двум годам лишения свободы.
В 2001 году в городе шли ожесточенные бои между вооружёнными силами Республики Македония и албанскими повстанцами из Армии национального освобождения (АНО), закончившиеся подписанием Охридского соглашения.
Город известен также тем, что здесь проводится Международный поэтический фестиваль «Дни Наима» (Ditet e Naimit), посвященный национальному поэту Албании Наиму Фрашери.
В Тетово находится Церковь Святых Кирилла и Мефодия.

## Население
По переписи 2002 года в городе проживали 52 915 жителей. Тетово имеет смешанный этнический состав:
| Национальность | Всего            |
| Албанцы        | 28 897 (54,61 %) |
| Македонцы      | 18 555 (35,07 %) |
| Цыгане         | 2 352 (4,44 %)   |
| Турки          | 1 878 (3,55 %)   |
| Сербы          | 587              |
| Бошняки        | 156              |
| Влахи          | 13               |
| Остальные      | 419 (1,17 %)     |

## Известные уроженцы, жители
Дашмир Элези (макед. Дашмир Елези; родился 21 ноября 2004, Тетово) — северомакедонский футболист.

## Транспорт
Железнодорожная станция, связывающая Тетово с городами Охрид и Скопье.
Также через Тетово проходит шоссе из Скопье на Гостивар.

## Известные уроженцы
- Ибраими, Агим — македонский профессиональный футболист.